# Intermediador

Chip con encapsulado BGA con un intermediador entre la pastilla de circuito integrado y la matriz de rejilla de bolas.

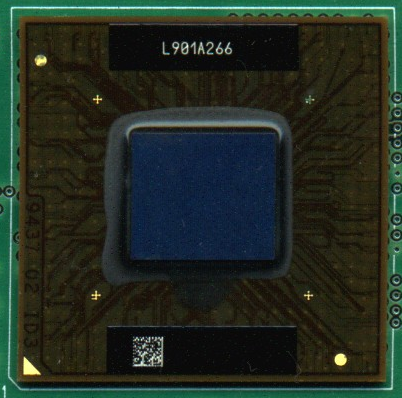
Pentium II: ejemplo de un intermediador, pastilla de circuito integrado a un portador de chips con conexionado de matriz de rejilla de bolas.

En electrónica, un intermediador (en inglés interposer) es una interfaz eléctrica de encaminamiento entre un zócalo o conexión y otro zócalo o conexión. Su propósito es el de extender el campo de acción de una conexión o reencaminar una conexión a otra conexión distinta.
Un ejemplo de intermediador es una pastilla de circuito integrado en un empaquetado de matriz de rejilla de bolas o BGA como por ejemplo el Pentium II. Se hace a través de varios sustratos, tanto rígidos como flexibles, como el compuesto FR-4 para las partes rígidas y poliimida para la flexible. El silicio y el cristal son considerados como un método de integración.  Las capas apiladas de intermediadores son una alternativa barata y ampliamente aceptada para los circuitos integrados 3D. Existen varios productos con tecnología intermediadora en el mercado, como por ejemplo las unidades gráficas Fiji/Fury de AMD, y la FPGA llamada Virtex-7 de Xilinx. En 2016, el Laboratorio de la Electrónica de las Tecnologías de la Información (Leti) mostró la segunda generación de la tecnología de sistema de red en chip 3D (NoC 3D) que combinaba pequeñas pastillas de circuitos integrados (chiplets) fabricados en un nodo de 28 nm FDSOI (silicio sobre aislante) con un intermediador CMOS (semiconductor complementario de óxido metálico) a 65 nm.
Otro ejemplo de un intermediador sería el adaptador utilizado para conectar una unidad SATA a una placa SAS de puertos redundantes. Aunque las unidades SATA pueden ser conectadas a casi cualquier placa SAS sin adaptadores, un intermediador proporciona un camino redundante.